# 논산중앙초등학교
논산중앙초등학교는 대한민국 충청남도 논산시에 있는 공립 초등학교이다.

## 학교 연혁
- 1997년 5월 13일: 개교, 충청남도교육청 지정 열린교육 시범학교 운영

## 참고 자료
- 논산중앙초등학교 - 한국교육학술정보원 학교알리미